# Craig Kimbrel
Craig Michael Kimbrel, född den 28 maj 1988 i Huntsville i Alabama, är en amerikansk professionell basebollspelare som spelar för Baltimore Orioles i Major League Baseball (MLB). Kimbrel är högerhänt pitcher.
Kimbrel har tidigare spelat för Atlanta Braves (2010–2014), San Diego Padres (2015), Boston Red Sox (2016–2018), Chicago Cubs (2019–2021), Chicago White Sox (2021), Los Angeles Dodgers (2022) och Philadelphia Phillies (2023). Han var med och vann World Series med Red Sox 2018. Bland hans individuella meriter kan nämnas att han nio gånger tagits ut till MLB:s all star-match, att han vunnit Rookie of the Year Award, två Reliever of the Year Awards, en Relief Man Award och en Delivery Man of the Year Award samt att han fyra olika säsonger haft flest saves i National League.

## Uppväxt
Kimbrel är född och uppvuxen i Huntsville, där han också gick på high school. En av hans lagkamrater i skolans basebollag var den framtida MLB-spelaren Buddy Boshers. Kimbrel spelade även amerikansk fotboll som quarterback på high school.

## Karriär

### College
Efter high school började Kimbrel studera vid och spela baseboll för Wallace State Community College i hemstaten Alabama. Precis innan han skulle börja skadade han vänster fot då han fick ett antal gipsskivor över sig när han arbetade på ett bygge med sin pappa. Han kunde därför inte pitcha utan tvingades träna genom att kasta stående på knä, vilket han efteråt ansåg hjälpte honom att utvecklas som pitcher. Under det första året för Wallace State var han 8–0 (åtta vinster och inga förluster) med en earned run average (ERA) på 1,99, vilket ledde till att han blev draftad av Atlanta Braves i 2007 års draft som 1 006:e spelare totalt. Han valde dock att fortsätta med studierna och under det andra året var han 9–3 med en ERA på 2,89 och 123 strikeouts på 81,0 innings pitched.

### Major League Baseball

#### Atlanta Braves
Kimbrel draftades av Atlanta Braves igen 2008, nu som 96:e spelare totalt, och denna gång skrev han på för klubben. Redan samma år gjorde han proffsdebut i Braves farmarklubbssystem, där han fick börja på den lägsta nivån (Rookie) för Danville Braves i Appalachian League. Efter en dryg månad flyttades han upp till Rome Braves i South Atlantic League (A), och en knapp månad senare till Myrtle Beach Pelicans i Carolina League (A-Advanced). Totalt under säsongen spelade han 24 matcher och var 3–2 med tio saves på elva chanser, en ERA på 0,51 och 56 strikeouts på 35,1 innings pitched. Nästa säsong fick han inleda för Myrtle Beach, men efter en månad där han hade problem att träffa strikezonen flyttades han ned till Rome. I slutet av juni var han tillbaka i Myrtle Beach och en månad senare flyttades han upp till Mississippi Braves i Southern League (Double-A). I september fick han göra ett par matcher för den högsta farmarklubben Gwinnett Braves i International League (Triple-A). På 49 matcher var han 2–3 med 18 saves på 18 chanser, en ERA på 2,85 och 103 strikeouts på 60,0 innings pitched. Hans kontrollproblem visade sig genom att han hade 45 walks. Under hösten spelade han sedan i Arizona Fall League.
Kimbrel spelade under inledningen av 2010 års säsong för Gwinnett Braves, där han under den första månaden hade sex saves och en ERA på 1,20. I det läget blev han för första gången uppkallad till Atlanta Braves efter en skada på Jair Jurrjens. Kimbrel debuterade i MLB den 7 maj 2010 i en match mot Philadelphia Phillies och han vann sin första match i MLB den 20 maj i en match mot Cincinnati Reds. Efter bara fyra matcher skickades han dock ned till Gwinnett igen, men gjorde en snabb återkomst redan i början av juni, då efter en skada på Takashi Saito. Även denna gång fick han bara spela fyra matcher för Atlanta innan det blev spel för Gwinnett igen, men han kallades upp för tredje gången i slutet av augusti då han dock bara fick spela en match för Atlanta. Han kallades upp för fjärde och sista gången i början av september och den 19 september erhöll han sin första save i MLB i en match mot New York Mets. Under 2010 spelade han 48 matcher för Gwinnett och var 3–2 med 23 saves på 26 chanser, en ERA på 1,62 och 83 strikeouts på 55,2 innings pitched. Han hade fortfarande många walks (35). För Atlanta spelade han 21 matcher i grundserien och var 4–0 med en save på en chans, en ERA på 0,44 samt 40 strikeouts och 16 walks på 20,2 innings pitched. I slutspelet deltog han i alla fyra matcherna när Atlanta föll mot de blivande World Series-mästarna San Francisco Giants med 1–3 i matcher i första omgången, National League Division Series (NLDS). Han var 0–1 med en ERA på 2,08.

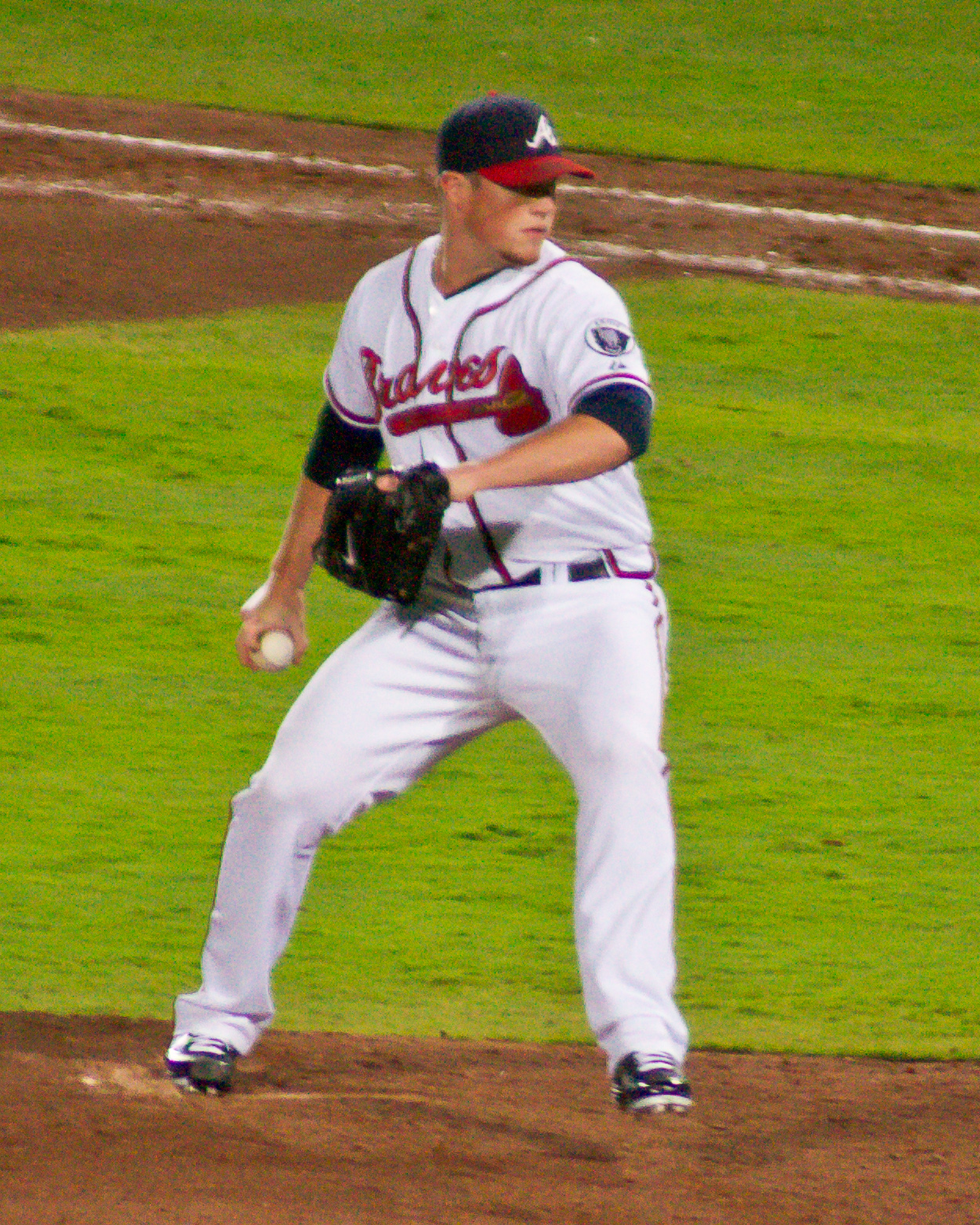
Kimbrel pitchar för Atlanta Braves i september 2011.

Kimbrel pitchade så få inningar i MLB 2010 att han fortfarande räknades som nykomling (rookie) 2011, då han hade en fantastisk säsong. Han fick chansen att vara Atlantas så kallade "closer", den pitcher som kommer in i slutskedet av en match när laget är i knapp ledning, efter det att den förra closern Billy Wagner hade lagt av, och den chansen tog han med besked. Han radade upp strikeouts och saves och redan den 3 juni satte han ett nytt rekord för nykomlingar i National League (NL) i antal saves före all star-matchen med 17. Den 27 juni kom han upp i 100 strikeouts i MLB:s grundserie under karriären, och han gjorde det fortare än någon Braves-spelare före honom, på bara 59,1 inningar. John Rocker hade det gamla rekordet på 70 inningar. Kimbrel utsågs till månadens nykomling i NL för juni månad, då han var 1–0 med åtta saves och en ERA på 1,93 samt 25 strikeouts på 14,0 inningar. Den 7 juli slog han med sin 27:e save MLB-rekordet, som innehades av Jonathan Papelbon och var från 2006, i antal saves av en nykomling före all star-matchen. Han utökade rekordet till 28 saves och blev därefter uttagen till all star-matchen, som ersättare för Matt Cain. Han fortsatte att pitcha bra även under andra halvan av säsongen och den 18 augusti satte han ett nytt NL-rekord för nykomlingar med sin 37:e save för säsongen. Det gamla rekordet sattes 1986 av Todd Worrell. Den sista i samma månad slog han MLB-rekordet i samma kategori då han nådde 41 saves, och passerade därmed Neftalí Feliz som satte rekordet så sent som föregående säsong. Kimbrel utsågs för andra gången under säsongen till månadens nykomling i NL, denna gång för augusti, och han vann även Delivery Man of the Month Award. Han deltog under månaden i 13 matcher och hade tio saves samtidigt som han inte tillät motståndarna att göra några poäng mot honom. Han hade då hållit nollan i varje match han spelat sedan den 14 juni och han höll sviten vid liv till och med den 8 september, totalt 38 matcher och 37,2 innings pitched. Räknat i antal matcher var det ett nytt MLB-rekord, som slogs i maj 2019 av Ryan Pressly. Räknat i inningar var sviten den längsta i MLB under säsongen och den femte längsta under en säsong sedan 1988. Säsongen slutade dock i moll för Kimbrel och resten av laget, som spelade dåligt i september och missade slutspelet tack vare en förlust i sista matchen, där Kimbrel misslyckades med att förvalta en ledning i nionde inningen. Under säsongen deltog han i 79 matcher, delat näst flest i NL, och var 4–3 med en ERA på 2,10. Han hade 46 saves, ett nytt MLB-rekord för nykomlingar och delat flest i NL, på 54 chanser. Vidare hade han 127 strikeouts på bara 77,0 inningar, ett snitt på hela 14,84 strikeouts per 9 innings pitched. Efter säsongen vann han enhälligt NL:s Rookie of the Year Award.
Kimbrel fortsatte att dominera under 2012 års säsong och för andra året i rad togs han ut till all star-matchen. Vid tidpunkten för uttagningen hade han redan fått ihop 23 saves med en ERA på 1,50 och hade gjort 50 strikeouts på 30,0 inningar. I motsats till föregående säsong avslutade han grundserien på ett mycket bra sätt, vilket ledde till att han för september vann sin andra Delivery Man of the Month Award under karriären. Under månaden var han 3–0 med tio saves på 13 matcher och höll nollan i samtliga dessa. Han hade 25 strikeouts på 12,2 inningar och tillät bara sex hits och två walks. Den 26 september lyckades han med konststycket att göra fyra strikeouts i en inning i en match mot Miami Marlins, den första Braves-spelaren att göra det på över 17 år. När grundserien summerades hade Kimbrel 42 saves, delat flest i NL, på 45 chanser under de 63 matcher som han spelade. Han var 3–1 med en fantastisk ERA på 1,01 samt 116 strikeouts och 14 walks på 62,2 innings pitched, under vilka han bara tillät 27 hits. Det gav en walks + hits per inning pitched (WHIP) på bara 0,65 och motståndarnas slaggenomsnitt mot honom var bara 0,126. I snitt gjorde han 16,66 strikeouts per 9 innings pitched och tillät bara 3,88 hits per 9 innings pitched. Han gjorde en strikeout mot mer än hälften av alla slagmän han mötte (116 av 231), vilket ingen som pitchat minst sex inningar under en säsong hade lyckats med i MLB:s historia. I slutspelet åkte Braves ut direkt mot St. Louis Cardinals i National League Wild Card Game (NLWC), trots en fläckfri inning av Kimbrel. Han belönades efter säsongen med NL:s Relief Man Award, ett pris som delades ut för sista gången. Han kom femma i omröstningen till NL:s Cy Young Award och åtta i omröstningen till NL:s MVP Award.

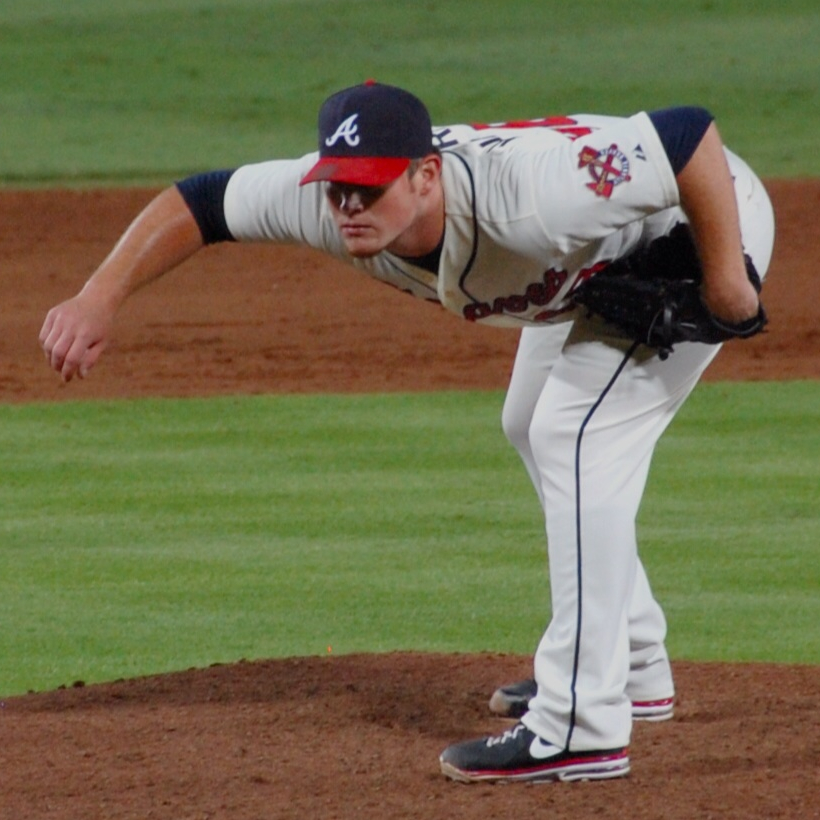
Kimbrel visar prov på sin karakteristiska kroppsställning och stirrande blick inför ett kast under en match i september 2013.

Kimbrel deltog i mars 2013 i World Baseball Classic (se nedan). Den 9 maj, i en match mot San Francisco Giants, nådde Kimbrel 100 saves i grundserien under karriären, som den näst yngsta spelaren i MLB-historien efter Francisco Rodríguez. Senare togs han för tredje året i rad ut till all star-matchen efter att ha samlat på sig 23 saves och en ERA på 1,72. I slutet av juli kom han upp i 30 saves, och blev då den andra Braves-pitchern efter John Smoltz att ha minst 30 saves under tre olika säsonger. Den 14 augusti hade han en save för 28:e gången på 28 försök och slog därmed John Smoltz klubbrekord på 27 raka saves. En vecka senare kom Kimbrel upp i 40 saves under säsongen, och blev den första spelaren i MLB:s historia att ha minst 40 saves under sina tre första hela säsonger. För sina insatser i augusti vann han för tredje gången under karriären Delivery Man of the Month Award. Han var under månaden 1–0 med tolv saves, bäst i MLB, på tolv chanser och höll nollan i samtliga 16 matcher han spelade. Sviten där han inte misslyckades med några saves-chanser höll han vid liv till och med den 14 september och kom till slut upp i 37 raka saves. Den 27 september nådde han i en match mot Philadelphia Phillies 50 saves under säsongen som den elfte pitchern i MLB:s historia. Kimbrel var den yngsta av dessa och den andra Braves-pitchern efter John Smoltz. Under 68 matcher i grundserien var han 4–3 med 50 saves på 54 chanser, och hade en ERA på 1,21. Han hade 98 strikeouts och 20 walks på 67,0 innings pitched. Antalet saves var flest i NL och delat flest i MLB. Kimbrel hade sin första slutspels-save i NLDS mot Los Angeles Dodgers, men Braves förlorade matchserien med 1–3 i matcher. Kimbrel erhöll efter säsongen Delivery Man of the Year Award, priset till MLB:s bästa "reliever" (avbytande pitcher). Han blev den sista mottagaren av priset.
Inför 2014 års säsong kom Kimbrel och Braves överens om ett fyraårskontrakt värt minst 42 miljoner dollar, med en möjlighet till förlängning med ytterligare ett år för 13 miljoner dollar. Parterna undvek därigenom ett skiljeförfarande. Det var det största kontraktet som getts i MLB till en reliever som ännu inte blivit free agent, och det var också det största kontraktet som getts till en pitcher som för första året hade rätt att kräva ett skiljeförfarande. Den 25 april satte han ett nytt MLB-rekord genom att nå 400 strikeouts i grundserien snabbare än någon annan i MLB-historien, på bara 236,0 inningar. Rekordet slogs 2021 av Josh Hader. Den 18 maj blev Kimbrel den yngsta i MLB:s historia att nå 150 saves. Den 6 juni, mot Arizona Diamondbacks, tog han klubbrekordet från John Smoltz med sin 155:e save i grundserien under karriären. För fjärde raka säsongen togs han i juli ut till all star-matchen. Den 29 augusti pitchade han sin 40:e save för säsongen i en match mot Miami Marlins. Bara Trevor Hoffman (två gånger) och Francisco Rodríguez hade tidigare lyckats nå minst 40 saves under fyra raka säsonger. Kimbrel hade under 2014 års säsong 47 saves på 51 chanser, och det var fjärde säsongen i rad som han hade flest saves i NL. Den senaste att lyckas med det före honom var Bruce Sutter 1979–1982. Kimbrel var 0–3 och hans ERA var 1,61. Vidare hade han under sina 63 matcher 95 strikeouts och 26 walks på 61,2 innings pitched. När MLB efter säsongen för första gången skulle dela ut Reliever of the Year Award föll valet för NL:s del på Kimbrel.
Precis före säsongsinledningen 2015 trejdades Kimbrel tillsammans med Melvin Upton Jr till San Diego Padres i utbyte mot Cameron Maybin, Carlos Quentin, Matt Wisler, Jordan Paroubeck och ett draftval. Huvudskälen till bytet var att Padres ville ha Kimbrel och att Braves ville göra sig av med Upton, som hade spelat uselt sedan han skrev på ett stort femårskontrakt två år tidigare. För Braves hade Kimbrel då spelat 294 matcher och samlat på sig 186 saves med en ERA på bara 1,43 och 476 strikeouts på bara 289,0 innings pitched (14,82 strikeouts per 9 innings pitched).

#### San Diego Padres

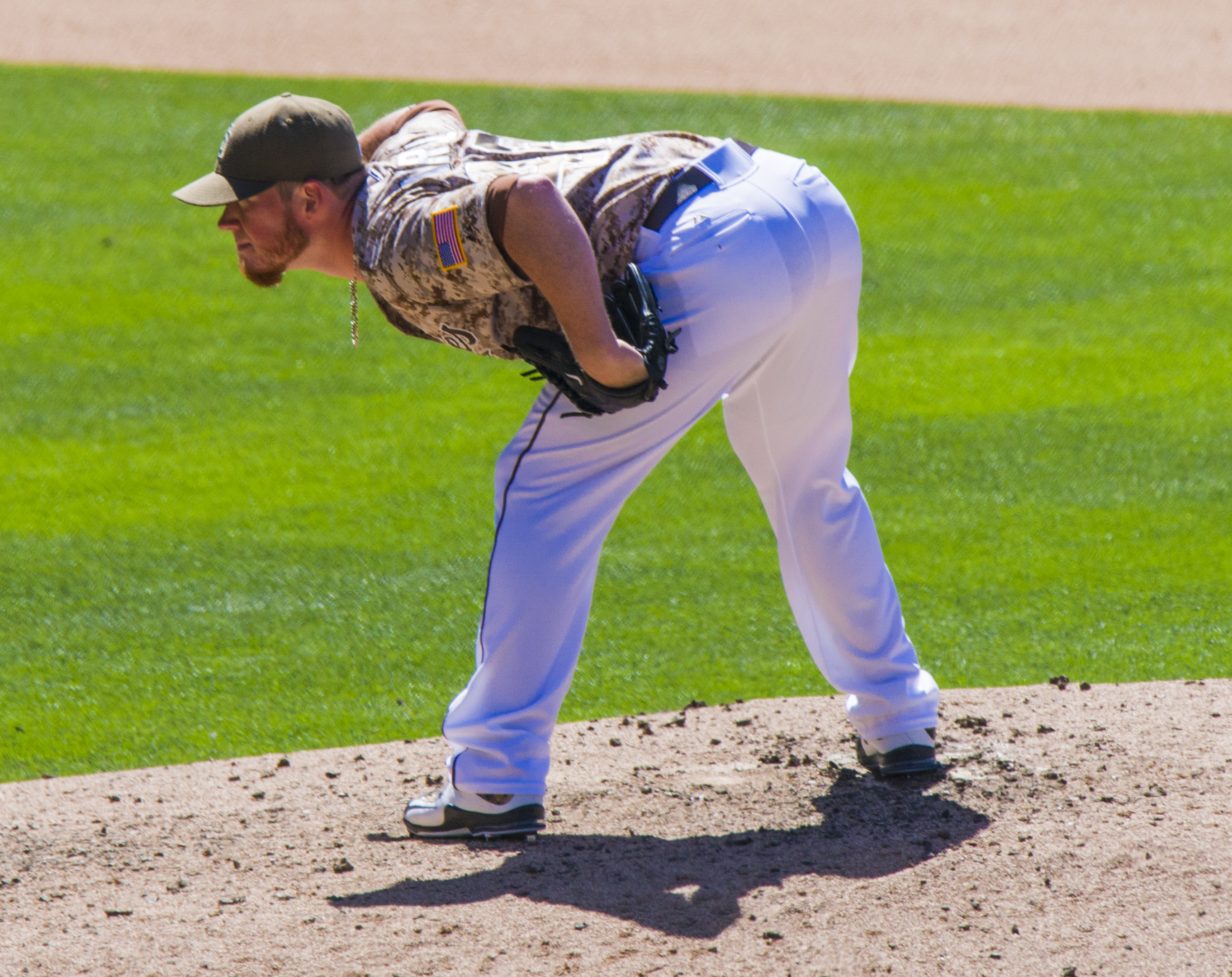
Kimbrel när han spelade för San Diego Padres i juli 2015.

Den 8 juni nådde Kimbrel milstolpen 200 saves i grundserien under karriären, och det skedde mot hans gamla klubb Atlanta Braves. Han behövde bara 318 matcher för att nå dit och förbättrade därmed Jonathan Papelbons MLB-rekord som var på 359 matcher. För första gången sedan han blev en ordinarie spelare togs han inte ut till all star-matchen och han var inte lika överlägsen 2015 som under de närmast föregående säsongerna. Han spelade 61 matcher och hade 39 saves, fjärde bäst i NL, på 43 chanser med en ERA som var bra (2,58), men högre än vad han skämt bort Braves-fansen med. Han var 4–2 och hade 87 strikeouts och 22 walks på 59,1 inningar.
Det blev bara en säsong för Padres för Kimbrel. I november 2015 trejdades han igen, denna gång till Boston Red Sox i utbyte mot fyra unga talanger – Manuel Margot, Javy Guerra, Carlos Asuaje och Logan Allen.

#### Boston Red Sox

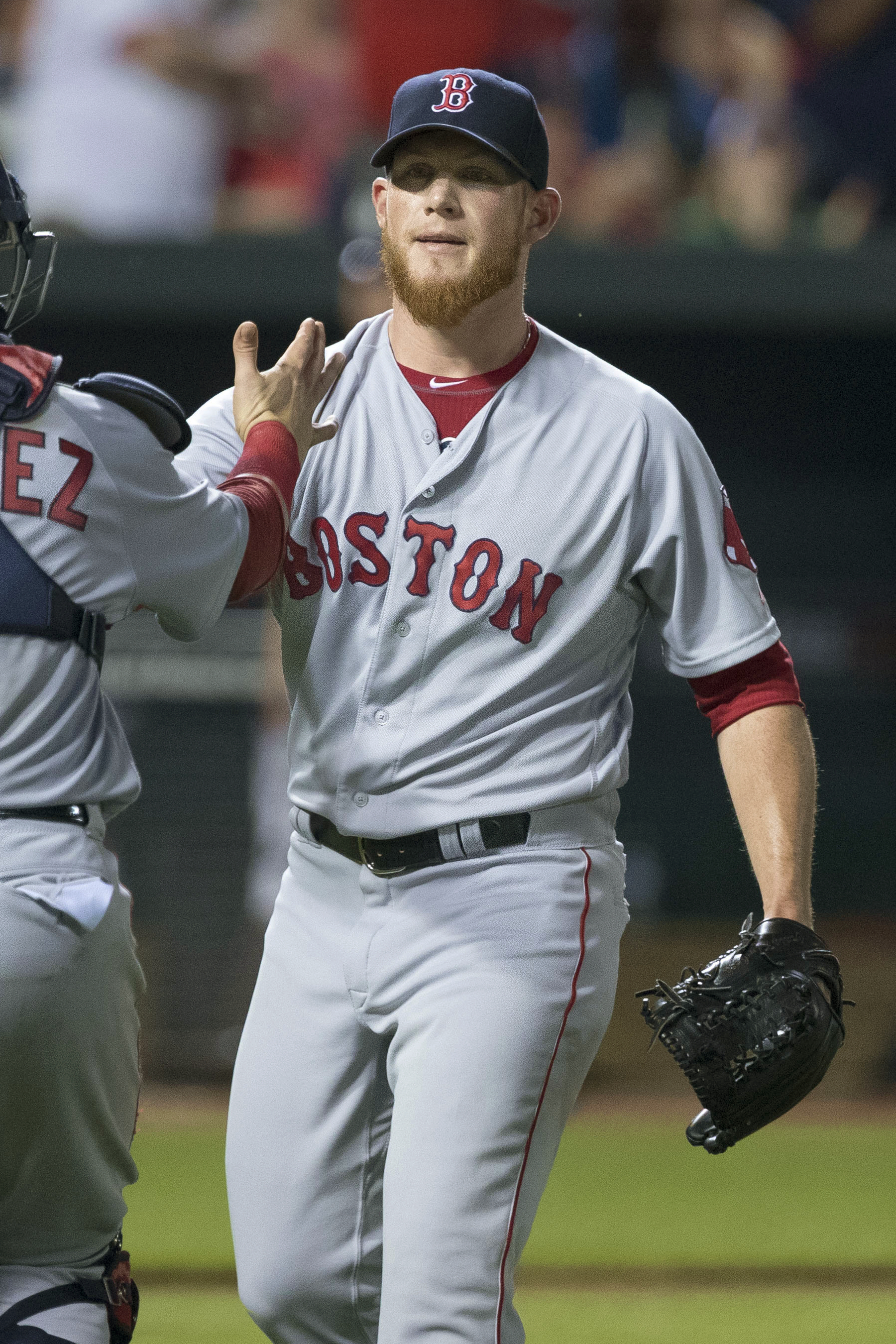
Kimbrel firar en seger med sin catcher efter en match i maj 2016.

Kimbrels säsongsinledning för Red Sox var ojämn men han togs ändå ut till all star-matchen, trots en för honom onormalt hög ERA på 3,66. Vid den tidpunkten hade han 17 saves på 19 chanser. Bara ett par dagar efter uttagningen skadade han vänster knä under träning. Det visade sig vara en skada på den inre menisken. Han placerades för första gången under karriären på skadelistan och tvingades operera knät. Efter bara tre veckor var han redo för comeback efter att ha spelat en match för Bostons högsta farmarklubb Pawtucket Red Sox. Den 11 september, i en match mot Toronto Blue Jays, pitchade han sin 250:e save i grundserien under karriären. Matchen var hans 403:e, och han slog Jonathan Papelbons MLB-rekord, som var på 451 matcher. Totalt under 57 matcher i grundserien hade Kimbrel 31 saves, åttonde bäst i American League (AL), på 33 chanser med en ERA på 3,40, klart sämst dittills under karriären. Han var 2–6 och hade 83 strikeouts och 30 walks på 53,0 inningar. För första gången sedan 2013 fick han chansen att pitcha i slutspelet, där han fick hoppa in i två matcher i ALDS mot Cleveland Indians, som Red Sox förlorade med 0–3 i matcher.

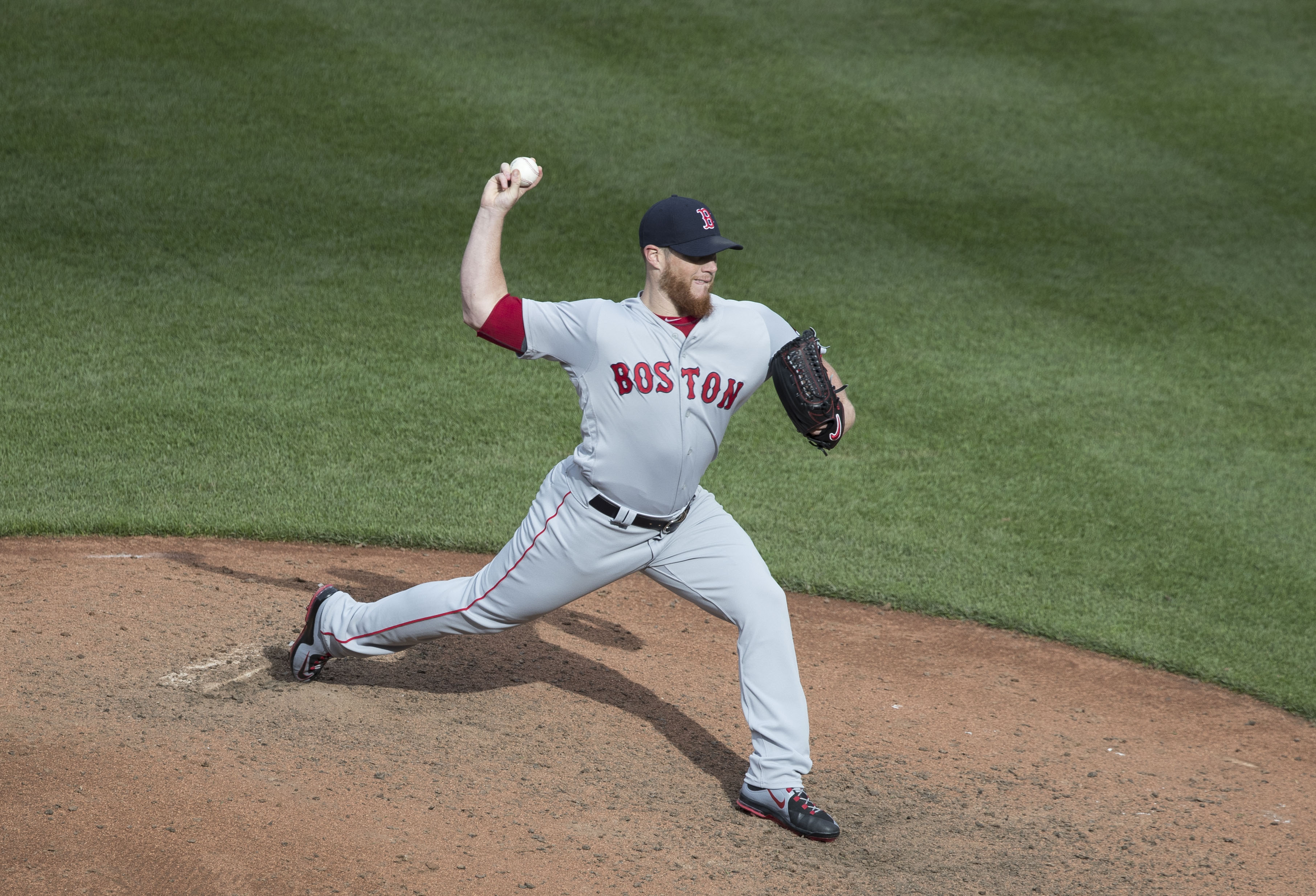
Kimbrel pitchar för Boston Red Sox i april 2017.

Under 2017 års säsong pitchade Kimbrel mycket bättre än han hade gjort de föregående två säsongerna. Den 11 maj brände han Milwaukee Brewers alla tre slagmän i nionde inningen via strikeouts, och det på bara nio kast, en så kallad "immaculate inning". Precis två veckor senare lyckades han i en match mot Texas Rangers för andra gången under karriären göra fyra strikeouts i en och samma inning. Före honom hade bara A.J. Burnett, Zack Greinke och Chuck Finley lyckats med den bedriften mer än en gång i MLB och bara Tim Wakefield hade tidigare gjort fyra strikeouts i en inning i Red Sox historia. Kimbrel erhöll det för året nyinstiftade Reliever of the Month Award för maj, då han på tolv matcher hade sju saves på lika många chanser, 25 strikeouts mot bara en walk och inte tillät motståndarna att göra några poäng. Den 6 juni mot New York Yankees blev han först i MLB:s historia att göra fem strikeouts i en save som krävde fyra bränningar. Han togs för sjätte gången under karriären ut till all star-matchen, och fram till uttagningen hade han väldigt bra statistik – motståndarnas slaggenomsnitt var bara 0,100 (för högerhänta slagmän var siffran 0,030) och han hade en WHIP så låg som 0,48. Hans ERA var 1,01 och han hade 23 saves, flest i AL, på 24 chanser samt i snitt 16,15 strikeouts per 9 innings pitched. Han var inte riktigt lika bra under andra halvan av säsongen och hamnade till slut på 35 saves, tredje flest i AL, på 39 chanser. Han var 5–0 med en ERA på 1,43 på de 67 matcher han spelade under grundserien, och hade 126 strikeouts mot bara 14 walks på 69,0 inningar, ett snitt på 16,43 strikeouts per 9 innings pitched, samt en WHIP på 0,68. De två sistnämnda siffrorna var bäst bland relievers i MLB, och antalet strikeouts var delat bäst. Han var bäst bland relievers i AL i ERA. I slutspelet åkte Boston för andra året i rad ut i ALDS, nu mot de blivande World Series-mästarna Houston Astros med 1–3 i matcher. Kimbrel gjorde två inhopp i matchserien. Han vann för andra gången under karriären Reliever of the Year Award, fast denna gång i AL. Han blev den första att vinna priset i båda ligorna. Efter säsongen utnyttjade Red Sox möjligheten att förlänga kontraktet med Kimbrel en säsong för 13 miljoner dollar.
Den 5 maj 2018 pitchade Kimbrel sin 300:e save i grundserien under karriären, i en match mot Texas Rangers. Han blev den 29:e pitchern i MLB-historien att nå 300 saves, men han var den snabbaste mätt i antal matcher (494), antal chanser (330) och ålder (29). För sjunde gången på åtta säsonger togs han ut till all star-matchen, efter att ha pitchat 26 saves med en ERA på 2,02. I grundserien 2018 hade Kimbrel 42 saves, näst flest i AL, på 47 chanser och var 5–1 med en ERA på 2,74. På 63 matcher pitchade han 62,1 inningar och hade 96 strikeouts och 31 walks. I slutspelet fick han för första gången vara med och vinna en matchserie när Red Sox slog ut New York Yankees i ALDS med 3–1 i matcher. Han pitchade en save i båda matcherna han spelade, men hade en ERA på 11,57. I nästa omgång, American League Championship Series (ALCS), slog Red Sox ut Houston Astros med 4–1 i matcher, och Kimbrel hade en save i alla de tre matcher som han deltog i, denna gång med en mer respektabel ERA (4,50). Red Sox var därmed klara för World Series, där NL-mästarna Los Angeles Dodgers stod för motståndet. Kimbrel pitchade i fyra matcher med en ERA på 4,15 och erhöll en save, hans sjätte i 2018 års slutspel, i match 2. Red Sox blev mästare med 4–1 i matcher. Sett över hela slutspelet var Kimbrels ERA 5,91 och han hade tio strikeouts och åtta walks på 10,2 innings pitched. Efter säsongen fick han ett så kallat "qualifying offer" av Red Sox för 2019 års säsong, värt 17,9 miljoner dollar, något som han tackade nej till. Han blev därmed free agent för första gången.

#### Chicago Cubs
Det dröjde ända till början av juni 2019 innan Kimbrel hittade en ny klubb, i form av Chicago Cubs. Kontraktet sträckte sig över tre år och var värt minst 43 miljoner dollar. Cubs hade också möjlighet att förlänga kontraktet ett år till för 16 miljoner dollar. Han fick börja med ett träningsprogram i Cubs anläggning i Arizona och därefter spelade han fyra matcher för klubbens högsta farmarklubb Iowa Cubs, innan han debuterade den 27 juni mot sin gamla klubb Atlanta Braves. I början av augusti, efter 14 matcher, var han borta från spel en kort period på grund av inflammation i höger knä. Även i början av september hamnade han på skadelistan, nu med inflammation i höger armbåge. Det blev bara 23 matcher för Kimbrel 2019, under vilka han hade 13 saves på 16 chanser. Han var 0–4 med en dålig ERA på 6,53, samt 30 strikeouts och tolv walks på 20,2 inningar.
2020 års MLB-säsong förkortades på grund av covid-19-pandemin från 162 matcher till bara 60 och kom igång först i slutet av juli. Kimbrel hade ingen bra säsong, med bara två saves på tre chanser och en ERA som var nästan lika dålig som föregående säsong (5,28) på 18 matcher i grundserien. Vidare var han 0–1 och hade 28 strikeouts och tolv walks på 15,1 inningar. Cubs åkte ut direkt i slutspelet i NLWC mot Miami Marlins med 0–2 i matcher, och Kimbrel deltog i en av matcherna utan att släppa till några poäng.
Kimbrel återfann sin gamla form 2021 och kom den 17 juni mot New York Mets upp på delad tionde plats i MLB:s historia, med Jeff Reardon, med sin 367:e save i grundserien under karriären. Precis en vecka senare var han tillsammans med tre andra pitchers del av en no-hitter i en match mot Los Angeles Dodgers. Det var den 17:e no-hittern i Cubs historia och den första som pitchades av mer än en pitcher. En dryg vecka efter det blev han uttagen till all star-matchen för åttonde gången. Fram till uttagningen hade han begränsat motståndarnas slaggenomsnitt till bara 0,098 och hade 53 strikeouts mot bara tio walks på 30,2 inningar (15,55 strikeouts per 9 innings pitched). I slutet av juli trejdade Cubs honom till lokalkonkurrenten Chicago White Sox i utbyte mot Nick Madrigal och Codi Heuer. Fram till den tidpunkten hade han på 39 matcher pitchat 23 saves med en ERA på bara 0,49. Han hade en WHIP så låg som 0,71 och 15,71 strikeouts per 9 innings pitched.

#### Chicago White Sox
Den 16 augusti nådde Kimbrel milstolpen 1 000 strikeouts i grundserien under karriären i en match mot Oakland Athletics. Han deltog i 24 matcher för White Sox i grundserien, men hade bara en save på fyra chanser. Däremot hade han sex holds, vilket visar att han inte bara användes som closer utan ibland kom in tidigare i matcherna. Han var 2–2 och hade en mycket sämre ERA för White Sox (5,09) än vad han hade haft för Cubs. Totalt under 2021 års säsong för båda klubbarna kom han upp i 24 saves på 29 chanser och hade en ERA på 2,26. Han gjorde exakt 100 strikeouts och hade 23 walks på 59,2 inningar (15,08 strikeouts per 9 innings pitched). White Sox åkte ut direkt i slutspelet, i ALDS mot Houston Astros med 1–3 i matcher. Kimbrel deltog i tre av matcherna, men var inte särskilt framgångsrik och hade en ERA på 9,00. Efter säsongen beslutade White Sox, trots Kimbrels mindre goda prestationer för klubben, att utnyttja möjligheten att förlänga hans kontrakt med en säsong för 16 miljoner dollar. Det blev dock inga fler matcher för White Sox för honom, för just före det att 2022 års säsong skulle börja trejdade White Sox honom till Los Angeles Dodgers i utbyte mot A.J. Pollock. Dodgers var i behov av en ny closer efter Kenley Jansen, som hade gått till Atlanta Braves.

#### Los Angeles Dodgers
Kimbrel inledde bra för sin nya klubb och hade på sina första 13 matcher nio saves på nio chanser och en ERA på 3,00. Därefter gick det sämre och i slutet av säsongen förlorade han sin roll som Dodgers closer. Han pitchade under grundserien i 63 matcher och hade 22 saves, sjunde flest i NL, på 27 chanser samt en ERA på 3,75. Han var 6–7 och hade 72 strikeouts och 28 walks på 60,0 inningar. Hans svårigheter att träffa strikezonen visade sig bland annat genom att han hade delat nionde flest wild pitches i NL (sju) trots den begränsade speltiden. Dodgers gick till slutspel, men Kimbrel lämnades utanför spelartruppen till första omgången, NLDS mot San Diego Padres. Dodgers förlorade matchserien med 1–3 i matcher. Kimbrel blev free agent efter säsongen.

#### Philadelphia Phillies
Vid årsskiftet 2022/23 skrev Kimbrel på ett ettårskontrakt med Philadelphia Phillies, vilket rapporterades vara värt tio miljoner dollar. Den 26 maj, mot sin gamla klubb Atlanta Braves, nådde han milstolpen 400 saves i grundserien under karriären, som den åttonde i MLB-historien. Bara legendarerna Mariano Rivera och Trevor Hoffman hade nått 400 saves på färre matcher än Kimbrels 730. Vid maj månads utgång var hans ERA så hög som 5,85, men i juni pitchade han mycket bra – på 13 matcher var hans ERA bara 0,69 samtidigt som han gjorde 21 strikeouts och bara tillät sex hits på 13,0 inningar. Han vann Reliever of the Month Award för första gången sedan maj 2017. Kimbrels första halva av säsongen var så bra att han för nionde gången blev uttagen till all star-matchen, som ersättare för Devin Williams. Han var då 5–1 med 14 saves på lika många chanser och en ERA på 3,41. Bara tolv pitchers hade före honom tagits ut till minst nio all star-matcher i MLB. Under grundserien 2023 spelade han 71 matcher, delat femte flest i NL och flest under karriären sedan han spelade 79 matcher 2011. Han hade 23 saves, nionde flest i NL, på 28 chanser och var 8–6 med en ERA på 3,26. Han hade 94 strikeouts och 28 walks på 69,0 inningar. Phillies slog i slutspelet ut Miami Marlins i NLWC med 2–0 i matcher och Kimbrel hade en save på lika många matcher. Därefter besegrades Atlanta Braves i NLDS med 3–1 i matcher, och även här hade Kimbrel en save. I NLCS mot Arizona Diamondbacks tog det dock slut för Phillies, som förlorade med 3–4 i matcher. Det började bra för Kimbrel med en save i match 1, men sedan var han förlorande pitcher i både match 3 och 4 och hans ERA på fyra matcher var hela 12,00. Ingen reliever i Phillies historia hade varit förlorande pitcher i två matcher i rad i ett slutspel. Efter säsongen blev han free agent igen.

#### Baltimore Orioles
Kimbrel blev klar för Baltimore Orioles i december 2023. Kontraktet löpte över ett år och rapporterades vara värt minst 13 miljoner dollar, med en möjlighet till förlängning ett år till för 13 miljoner dollar. Kimbrel var tänkt som ersättare för Orioles långtidsskadade closer Félix Bautista. Han inledde bra med en ERA på 0,82 och sju saves på åtta chanser på de första elva matcherna han spelade, men sedan hade han en ERA på hela 23,14 på de följande fem matcherna och Orioles tränare började använda honom tidigare i matcherna.

### Internationellt
Kimbrel representerade USA vid World Baseball Classic 2013. Han deltog i fyra matcher och var 0–1 med en ERA på 4,91 och inga saves.

## Privatliv
Kimbrel är äldsta barnet till Mike och Sandy Kimbrel. Han har två yngre bröder – Matt och Alan.
Kimbrel gifte sig med flickvännen Ashley Holt i december 2012. Deras första barn, dottern Lydia Joy, föddes i november 2017 med hjärtfel som gjorde att hon behövde opereras bara fyra dagar gammal. Hon genomgick en andra operation i början av 2018. Sonen Joseph Watson föddes i juni 2022.
Kimbrel är troende kristen.